# Nieuwe Scheveningse Bosjes
De Nieuwe Scheveningse Bosjes in Den Haag werden eind 19de eeuw aangelegd ten behoeve van de werkverschaffing. Zij worden omringd door het Belgisch Park, het Klattepark en het Wittebrug Park.
De Oostduinen ontstonden tussen 100 en 1400, net als de Westduinen waar de Scheveningse Bosjes ontstonden.  Het grote verschil was dat de Oostduinen veel schraler en droger waren zodat er slechts helmgras en mos groeide. Op 20 hectare hiervan werden de Nieuwe Scheveningse Bosjes aangelegd om het wonen in de omringende parken aantrekkelijker te maken.

## Aanleg
In 1892 werd met de aanleg van de bosjes begonnen vanaf de Pompstationsweg. Het duinterrein werd gedeeltelijk geëgaliseerd, hoewel er midden in het bos een duintop mocht blijven om te dienen als uitkijkpost. Handmatig werden oude stronken verwijderd en werd de grond verrijkt. 
Flora en fauna
Er werden veel verschillende bomen aangeplant. Als bescherming tegen de wind waren er populieren, aan de oostkant bij de Doorniksestraat werd een beukenbos geplant, er kwamen dennen en veel loofbomen en langs de paden werden sierheesters geplant.

Er wonen veel verschillende dieren, w.o. de rode eekhoorn, egels, konijnen en 32 soorten vogels, tegenwoordig ook halsbandparkieten, net als op Clingendael.

## Blauwe Tram
De drukke Badhuisweg, die van de Wittebrug naar het Kurhaus loopt, vormde de grens van de Nieuwe Bosjes. Vanaf het station Rhijnspoor, later Staatsspoor, liep sinds 1 juli 1879 de eerste stoomtram van Nederland; de NRS-lijn naar Scheveningen. In 1924 werd dit een elektrische tramlijn van de NZH. Via een baan achterlangs het (latere) KLM-gebouw werd de Raamweg bereikt. Deze lijn reed via Voorburg en Voorschoten naar Leiden. Vanwege de donkerblauw met witte trams werd dit "de Blauwe Tram" genoemd. In 1957 werd die verbinding ingekort tot de Carel van Bylandtlaan, in 1958 tot het Malieveld en in 1961 geheel opgeheven. De voormalige trambaan door het bos is nu ruiterpad. Een slingerend fietspad ernaast heet nu Trambaanpad. Boven de bosjes reed de tram midden op de Badhuisweg. De eerste paardentramlijn van de HTM langs het bos ging in 1864 rijden. Deze reed op de gehele Badhuisweg. In 1890 werd de route verplaatst naar de Nieuwe Parklaan. En daar is de HTM altijd blijven rijden.

## Oorlogsjaren
Tijdens de Tweede Wereldoorlog lagen de Nieuwe Scheveningse Bosjes binnen de Vesting Scheveningen, waardoor het bos gespaard bleef. De Duitsers haalden wel dennen uit het bos om ze te gebruiken om parachutisten af te weren. Er werden scherpe punten aan gemaakt, waarna ze in weilanden werden geprikt.
De iets zuidelijker gelegen Scheveningse Bosjes doen jong aan omdat tijdens de Tweede Wereldoorlog daar wel veel hout werd ontvreemd.